# アヤ・トリアダ (クレタ)

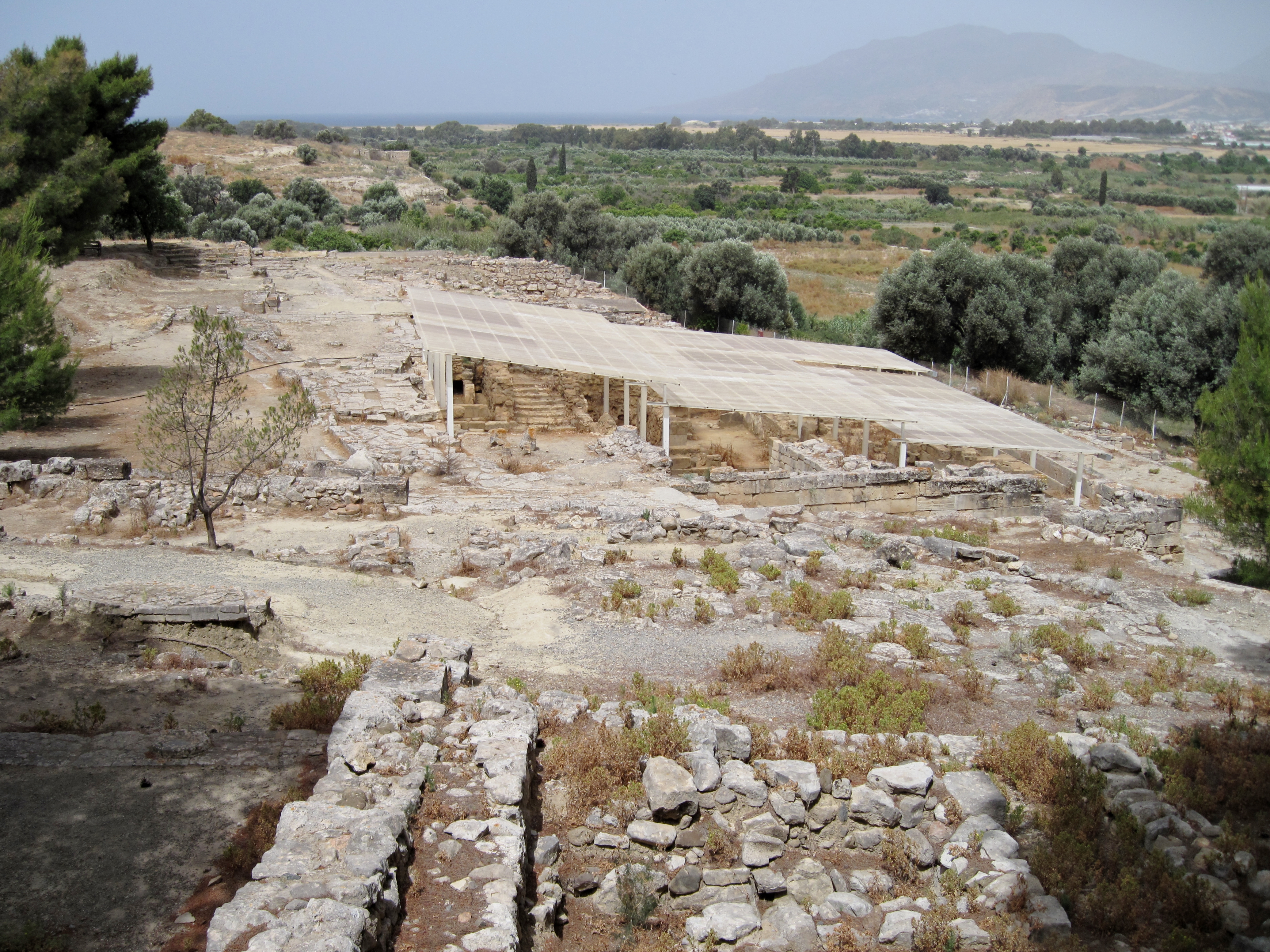
アヤ・トリアダ遺跡

アヤ・トリアダ（ギリシア語: Αγία Τριάδα ギリシア語: [aˈʝia triˈaða]、三位一体を意味する）は、古代ミノア文明の集落の遺跡である。アヤ・トリアダはクレタ島南部中央の突き出した岬の西端に位置する。東にはファイストス、低地にはメサラ平野が広がる。
アヤ・トリアダからは他のいかなるミノア遺跡よりも多くの線文字A粘土板を出土している。重要な出土物にはアヤ・トリアダ・サルコファガス、首領の杯、収穫者の壺がある。

## 地理

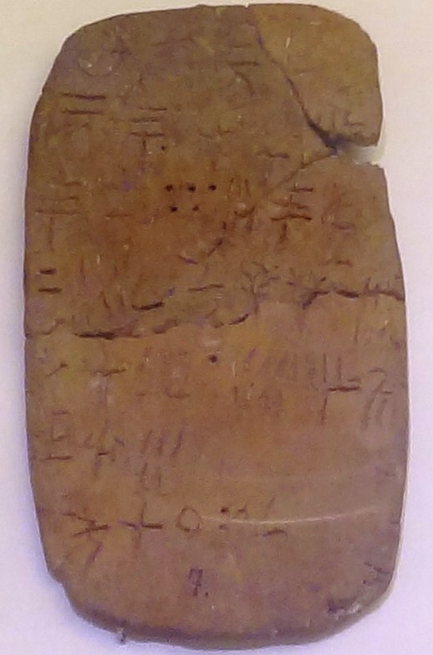
アヤ・トリアダ出土の線文字A粘土板

アヤ・トリアダはクレタ島の南部中央、海抜30-40メートルの所にある。ファイストスからは4キロメートル離れており、メサラ平野の西端に位置する。遺跡はミノアの宮殿ではなく、上流層の町であり、王のヴィラであったかもしれない。紀元前1450年の破局の後に町は再建され、紀元前2世紀まで人が住んでいた。その後、遺跡の近くにローマのヴィラが作られた。近辺には2つの教会がある。ひとつは人の住まなくなった村のアヤ・トリアダ教会で、もうひとつはヴェネツィア共和国時代に建てられたアヨス・イェオルイオス教会である。

## 考古学

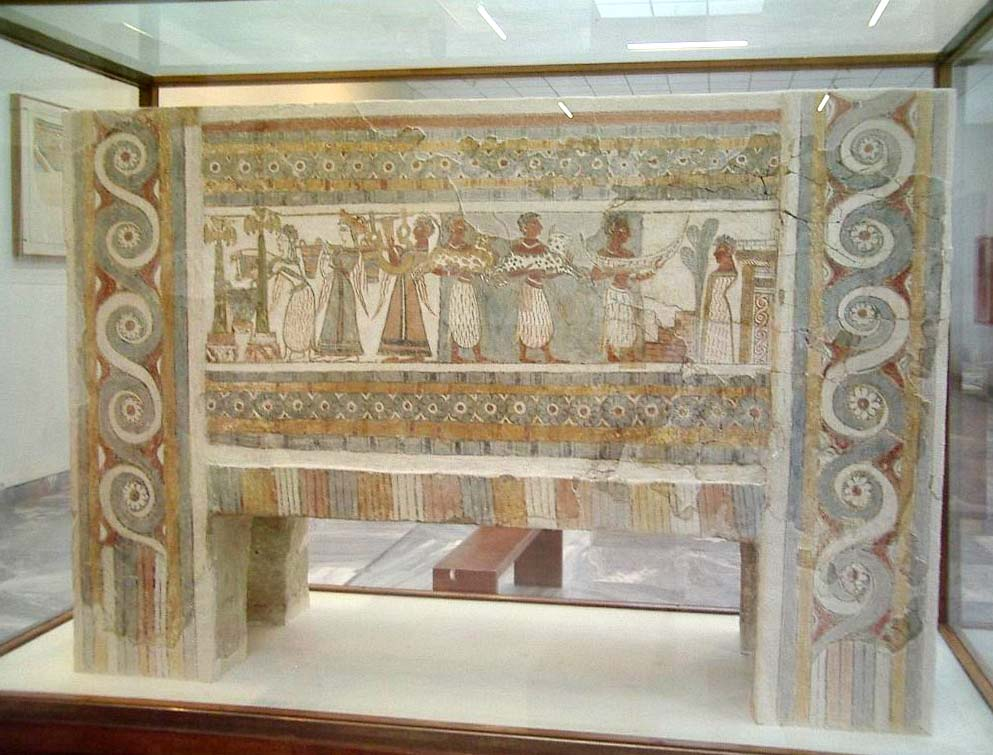
有名なアヤ・トリアダ・サルコファガス

アヤ・トリアダは、近くのファイストスとともに1900年から1908年にかけてフェデリコ・ハルブヘルとルイジ・ペルニエの率いるイタリアのアテネ・イタリア考古学学校 (it:Scuola archeologica italiana di Atene) のグループによって発掘された。遺跡には町と小型の「宮殿」、両者のための古代の排水設備、初期ミノアの円形墳墓が含まれる。集落は初期ミノア(EM I)から後期ミノア(LM IB)の火災までの時代、さまざまな形態で使用された。
考古学者はクレタ人の生活現場を描いたサルコファガス（石棺）を発掘した。これは今までに発見された唯一の当時の石灰岩のサルコファガスであり、ミノアの葬儀を物語る一連の情景を持つ唯一のサルコファガスでもある。しかし、ミノアの信仰は紀元前14世紀にクレタ島を占領したミケーネ人のものと混ざりあっている可能性がある。サルコファガスは本来王子の埋葬に使われた。
サルコファガスの長辺の中央には牡牛の犠牲の様子が描かれている。もう一つの長辺の左側には冠をつけた女性が2つの壺を運んでいる。彼女の傍らには長衣をまとった男が七弦のリラを演奏している。これは古典ギリシアのリラを描いた現存最古の絵画である。

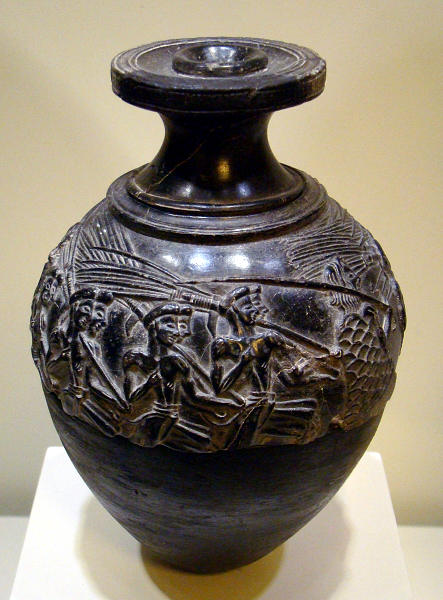
アヤ・トリアダ出土「収穫者の壺」(1500-1400BC)。イラクリオ考古学博物館蔵

彼らの前では別の女性が壺の中身を（おそらく犠牲になった牡牛の血と思われる）別の壺に移しかえている。おそらく死者の霊を呼びだすためであろう。牡牛の血が再現する死者の再生に使われたようである。この情景は死者が血を必要とするというホメーロスの記述に似ている。右側には動物と船を手にした3人の男が、腕のない男の方に進んでいる。死者が贈り物を受けとっている様子を表すものとされる。船は死者が次の世界を旅するためのものである。ミノア人の信仰では、海の向こうに死者のためのエーリュシオンの島があり、そこでは肉体を離れた霊が、もとの体とは異なるがより幸福な体を得られる。ラダマンテュスがエーリュシオンの裁判官であり、この考えはオルペウス教よりおそらく古い。
クレタ島のいくつかの祭はギリシアのものと対応していたようである。クレタで発見された「収穫者の壺」あるいは「脱穀者の壺」には農作業が描かれている。この壺は最終宮殿時代(LM II)のものである。男たちが2人ずつ並んで、叩き棒を肩にかついで歩いている。指導者は縁取りのある神官のような服を着て棒を手にしている。楽団が彼らに同行しているが、その一人はエジプトのシストルムを演奏している
。